# COUPLING BEST (川嶋あいのアルバム)
『COUPLING BEST』（カップリング・ベスト）は、日本のシンガーソングライター・川嶋あいのベストアルバム。2008年6月4日にTSUBASA RECORDS（販売元はソニー・ミュージックディストリビューション）からリリースされた。

## 内容
デビュー5周年を記念して『SINGLE BEST』と共にリリースされたB面集アルバム。
『君に・・・・・』までのB面曲（シングル化された「…ありがとう...」を除く）を収録する2枚組となっている。
また、本作発売以前から音源化の要望が多かった、映画『Deep Love』の主題歌が収録されている。

## 収録曲

### Disc1
| 全作詞・作曲: 川嶋あい（#10、作詞: やなせたかし、作曲: いずみたく）。 |                          |                                                         |                                                         |          |      |
| #                                                                     | タイトル                 | 作詞                                                    | 作曲・編曲                                              | 編曲     | 時間 |
| 1.                                                                    | 「3年後の都会で」        | 川嶋あい（#10、作詞: やなせたかし 、作曲: いずみたく ） | 川嶋あい（#10、作詞: やなせたかし 、作曲: いずみたく ） | ieP      | 4:04 |
| 2.                                                                    | 「ごめん」               | 川嶋あい（#10、作詞: やなせたかし 、作曲: いずみたく ） | 川嶋あい（#10、作詞: やなせたかし 、作曲: いずみたく ） | ieP      | 4:54 |
| 3.                                                                    | 「夢の中へ」             | 川嶋あい（#10、作詞: やなせたかし 、作曲: いずみたく ） | 川嶋あい（#10、作詞: やなせたかし 、作曲: いずみたく ） | 長澤孝志 | 3:45 |
| 4.                                                                    | 「雨になる」             | 川嶋あい（#10、作詞: やなせたかし 、作曲: いずみたく ） | 川嶋あい（#10、作詞: やなせたかし 、作曲: いずみたく ） | ieP      | 4:51 |
| 5.                                                                    | 「Luna～砂漠の物語～」   | 川嶋あい（#10、作詞: やなせたかし 、作曲: いずみたく ） | 川嶋あい（#10、作詞: やなせたかし 、作曲: いずみたく ） | Misa     | 4:36 |
| 6.                                                                    | 「流れ星」               | 川嶋あい（#10、作詞: やなせたかし 、作曲: いずみたく ） | 川嶋あい（#10、作詞: やなせたかし 、作曲: いずみたく ） | ieP      | 4:25 |
| 7.                                                                    | 「Just after the rain!」 | 川嶋あい（#10、作詞: やなせたかし 、作曲: いずみたく ） | 川嶋あい（#10、作詞: やなせたかし 、作曲: いずみたく ） | ieP      | 4:11 |
| 8.                                                                    | 「夏のクリスマス」       | 川嶋あい（#10、作詞: やなせたかし 、作曲: いずみたく ） | 川嶋あい（#10、作詞: やなせたかし 、作曲: いずみたく ） | ieP      | 5:15 |
| 9.                                                                    | 「未来への道」           | 川嶋あい（#10、作詞: やなせたかし 、作曲: いずみたく ） | 川嶋あい（#10、作詞: やなせたかし 、作曲: いずみたく ） | ieP      | 4:55 |
| 10.                                                                   | 「手のひらを太陽に」     | 川嶋あい（#10、作詞: やなせたかし 、作曲: いずみたく ） | 川嶋あい（#10、作詞: やなせたかし 、作曲: いずみたく ） | ieP      | 3:40 |
| 11.                                                                   | 「天使降臨」             | 川嶋あい（#10、作詞: やなせたかし 、作曲: いずみたく ） | 川嶋あい（#10、作詞: やなせたかし 、作曲: いずみたく ） | 長澤孝志 | 4:06 |
| 合計時間:                                                             | 合計時間:                | 合計時間:                                               | 48:42                                                   |          |      |

### Disc2
| 全作詞・作曲: 川嶋あい。 |                             |           |            |            |      |
| #                        | タイトル                    | 作詞      | 作曲・編曲 | 編曲       | 時間 |
| 1.                       | 「LOVE & PICHI」            | 川嶋あい  | 川嶋あい   | 長澤孝志   | 4:00 |
| 2.                       | 「打上花火」                | 川嶋あい  | 川嶋あい   | 田辺恵二   | 4:40 |
| 3.                       | 「Bye Bye」                 | 川嶋あい  | 川嶋あい   | 長澤孝志   | 3:27 |
| 4.                       | 「エンジェル」              | 川嶋あい  | 川嶋あい   | 長澤孝志   | 4:29 |
| 5.                       | 「グレープジュース」        | 川嶋あい  | 川嶋あい   | 高橋諭一   | 4:06 |
| 6.                       | 「snow dream」              | 川嶋あい  | 川嶋あい   | enzo       | 6:00 |
| 7.                       | 「Crying」                  | 川嶋あい  | 川嶋あい   | enzo       | 5:10 |
| 8.                       | 「my way」                  | 川嶋あい  | 川嶋あい   | 長澤孝志   | 4:05 |
| 9.                       | 「uneasy」                  | 川嶋あい  | 川嶋あい   | enzo       | 4:49 |
| 10.                      | 「Shining of life」         | 川嶋あい  | 川嶋あい   | spam_life  | 3:51 |
| 11.                      | 「つぼみ」                  | 川嶋あい  | 川嶋あい   | 末廣健一郎 | 3:44 |
| 12.                      | 「Deep Love <Bonus Track>」 | 川嶋あい  | 川嶋あい   | ieP        | 5:01 |
| 合計時間:                | 合計時間:                   | 合計時間: | 53:22      |            |      |

### 楽曲解説

#### Disc1
1. 3年後の都会で
1stシングル『天使たちのメロディー/旅立ちの朝』より。
2. ごめん
2ndシングル『12個の季節〜4度目の春〜』より。
3. 夢の中へ
2ndシングル『12個の季節〜4度目の春〜』より。
4. 雨になる
2ndシングル『12個の季節〜4度目の春〜』より。
5. Luna～砂漠の物語～
3rdシングル『525ページ』より。
6. 流れ星
3rdシングル『525ページ』より。
7. Just after the rain!
3rdシングル『525ページ』より。
8. 夏のクリスマス
4thシングル『マーメイド』より。
9. 未来への道
5thシングル『「さよなら」「ありがとう」〜たった一つの場所〜』より。
10. 手のひらを太陽に
5thシングル『「さよなら」「ありがとう」〜たった一つの場所〜』より。
11. 天使降臨
6thシングル『絶望と希望』より。

#### Disc2
1. LOVE & PICHI
7thシングル『「…ありがとう...」』より。
2. 打上花火
7thシングル『「…ありがとう...」』より。
3. Bye Bye
8thシングル『Dear/旅立ちの日に…』より。
4. エンジェル
9thシングル『見えない翼』より。
5. グレープジュース
10thシングル『大切な約束/もう1つの約束』より。
6. snow dream
11thシングル『My Love』より。
7. Crying
11thシングル『My Love』より。
8. my way
12thシングル『compass』より。
9. uneasy
12thシングル『compass』より。
10. Shining of life
13thシングル『君に・・・・・』より。
11. つぼみ
13thシングル『君に・・・・・』より。
12. Deep Love
映画『Deep Love アユの物語』の主題歌。
「12個の季節〜4度目の春〜」の歌詞を入れ替えた曲。